# Amomum chryseum
Amomum chryseum ist eine Pflanzenart aus der Gattung Amomum innerhalb der Familie der Ingwergewächse (Zingiberaceae). Sie kommt im zentralen Laos in Südostasien vor.

## Beschreibung

### Vegetative Merkmale
Amomum chryseum wächst als ausdauernde, krautige Pflanze, die Wuchshöhen von etwa 80 Zentimetern erreichen kann. Die roten Rhizome sind etwa 0,8 Zentimeter dick und außen mit Schuppen bedeckt. Die ledrigen, außen unbehaarten und gerillten dunkel braunen Schuppen sind bei einer Länge von 1 bis 2 Zentimetern breit dreieckig mit einem spitzen oberen Ende. Das Rhizom ist zwischen den einzelnen „Pseudostämmen“ etwa 5 Zentimeter lang. Von jedem Rhizom gehen etwa 20 horstbildende Sprossachsen bzw. „Pseudostämme“ ab. An der mit einem Durchmesser von rund 1 Zentimeter etwas geschwollenen Basis haben die Stängel rote bis grünlich rote, unbehaarte sowie gerillte Blattscheiden. Die grünen und ledrigen Blatthäutchen sind außen unbehaart und werden etwa 1 Zentimeter lang; ihr oberes Ende ist ausgerandet bis kurz zweifach gelappt und die Ränder sind ganzrandig.
Jeder Stängel besitzt etwa fünf bis acht Laubblätter. Diese sind in Blattstiel und Blattspreite gegliedert. Der grüne rinnige Blattstiel ist kahl und wird etwa 5 bis 17 Zentimeter lang sowie rund 0,3 Zentimeter dick. Die einfache und gefaltete Blattspreite ist bei einer Länge von 25 bis 30 Zentimetern sowie einer Breite von 6 bis 10 Zentimetern verkehrt eiförmig-elliptisch über länglich oder elliptisch mit spitz zulaufender Blattbasis und spitzen oder lang geschwänzten oberen Ende. Die grüne Blattoberseite ist genauso wie die ebenfalls grüne Blattunterseite kahl. Die Blattspreiten weisen an der Unterseite eine auffällige Blattnervatur auf. Die Blattränder sind ganzrandig.

### Generative Merkmale
Nahe an der Stängelbasis aus dem Rhizom entwickelt sich auf einem etwa 3 bis 5 Zentimeter langen und rund 0,5 Zentimeter dicken, rötlich rosaroten und unbehaarten Blütenstandsschaft ein bei einer Länge von 3 bis 5 Zentimetern sowie einem Durchmesser von 1 bis 2 Zentimetern ellipsoider Blütenstand, in dem die Blüten dicht zusammen stehen. Je Stängel werden ein paar Blütenstände gebildet und es blühen ein bis zwei Blüten gleichzeitig. Der Blütenstandsschaft ist mit rosaroten, ledrigen, fein gerillten und außen glänzenden sowie unbehaarten Schuppen mit ganzrandigen und sehr kurz bewimperten Rändern, einem gestutzten bis ausgerandeten oberen Ende sowie einem kurzen Sporn bedeckt, welche unterschiedlich geformt sein können. Die Schuppen an der Schaftbasis sind bei einer Länge von 1 bis 1,5 Zentimetern sowie einer Breite von 1,5 bis 2 Zentimetern breit dreieckig, während sie im oberen Schaftsbereich eiförmig geformt sind und zwischen 3 und 4 Zentimetern lang und 2 bis 2,5 Zentimeter breit werden. Die Spitzen der Schuppen vertrocknen bereits nach kurzer Zeit und fallen ab. Die hell rosaroten, unbehaarten, gerillten und ledrigen Tragblätter sind bei einer Länge von 2,5 bis 4 Zentimetern sowie einer Breite von 1,5 bis 2 Zentimetern länglich-lanzettlich mit gestutzten bis abgerundeten, kappenförmigen oberen Ende und ganzrandigen Rändern. Jedes der Tragblätter trägt ein bis zwei Blüte. Die weißlich-rosaroten, ledrigen, kahlen und gerillten 1 bis 1,5 Zentimeter langen und 0,3 bis 0,5 Zentimeter breiten, länglich-lanzettlichen Deckblätter sind zu keiner Röhre verwachsen, sondern offen. Ihre Spitze endet zugespitzt und die Ränder sind bewimpert.
Die zwittrigen Blüten sind zygomorph und dreizählig mit doppelten, gelben Perianth. Die drei rosaroten bis weißen und ledrigen Kelchblätter sind auf einer Länge von 1 bis 1,25 Zentimetern röhrenförmig miteinander verwachsen und sind mit einer Länge von 2 bis 2,5 Zentimeter sowie einer Breite von 0,3 bis 0,5 Zentimeter etwa gleich lang wie die Kronröhre. Sie sind dreifach gezähnt, wobei die Kelchzähne 0,4 bis 0,5 Zentimeter lang sind und haben eine unbehaarte und gerillte Außenseite sowie eine spitze, kappenförmige Spitze mit einem etwa 0,2 Zentimeter langen Sporn. Die drei gelben und 4 bis 5 Zentimeter langen und kahlen Kronblätter sind zu einer rund 2 bis 2,5 Zentimeter langen Kronröhre verwachsen. Es sind drei ebenfalls gelbe und unbehaarte Kronlappen mit kappenförmigen Spitzen vorhanden, welche 3 bis 4 Zentimeter lang und etwa 1 Zentimeter breit sind. Nur das mittlere der Staubblätter des inneren Kreises ist fertil. Das fertile Staubblatt besitzt einen abgeflachten, etwa 1 Zentimeter langen und 0,3 bis 0,4 Zentimeter breiten, kahlen, weißen Staubfaden. Die zwei gelben Hälften des unbehaarten Staubbeutels sind bei einer Länge von etwa 1 Zentimetern und einer Breite von rund 0,5 Zentimetern länglich. Die Staminodien des inneren Kreises sind zu einem Labellum verwachsen. Das 3 bis 4 Zentimeter lange ebenso breite, membranartige und gefaltete Labellum ist gelb mit roten Punkten an der Basis und durchscheinenden Linien, welche zum Rand verlaufen; es besitzt eine dreifach gelappte Spitze. Die seitlichen, membranartigen und gelblich weißen Staminodien sind bei einer Länge von etwa 1 Zentimeter und einer Breite von 0,2 bis 0,3 Zentimetern länglich. Drei Fruchtblätter sind zu einem dreikammerigen, unbehaarten, bei einem Durchmesser von rund 0,5 Zentimetern kugelförmigen und gerillten Fruchtknoten verwachsen. Jede der kugeligen Fruchtknotenkammer enthält etwa 20 Samenanlagen. Der Griffel ist unbehaart und endet in einer becherförmigen und unbehaarten Narbe mit bewimperter Spitze.
Der Schaft des Fruchtstandes ist rosarot bis grünlich rot, kahl, etwa 7 bis 10 Zentimeter lang und rund 1 Zentimeter dick. In einem etwa 3 bis 5 Zentimetern dicken Fruchtstand befinden sich etwa drei bis fünf geflügelten Kapselfrüchte. Die bei einer Länge von 1,5 bis 2 Zentimeter sowie einem Durchmesser von 0,8 bis 1 Zentimetern eiförmigen Kapselfrüchte sind grünlich gefärbt. Die unbehaarte Oberfläche der Früchte weist neun, rund 0,5 Zentimeter breite Flügel auf. Jedes der drei Fruchtfächer enthält 15 bis 20 Samen. Die, weißen bis schwarzen Samen sind bei einem Durchmesser von etwa 3 Millimetern verkehrt-eiförmig bis kugelig und haben einen weißen Arillus.

## Vorkommen
Das natürliche Verbreitungsgebiet von Amomum chryseum liegt im zentralen Laos. Es umfasst dabei Vorkommen in den Provinzen Bolikhamsai und Khammouan. Die Art gedeiht in Höhenlagen von 380 bis 725 Metern an schattigen Standorten und zwischen Felsen in immergrünen Wäldern, auf kalkigen Böden.

## Taxonomie
Die Erstbeschreibung als Amomum chryseum erfolgte 2012 durch Vichith Lamxay und Mark Fleming Newman in Edinburgh Journal of Botany, Band 69, Nummer 1, Seite 124.

## Gefährdung und Schutz
Amomum chryseum wird in der Roten Liste der IUCN seit 2011 als „nicht gefährdet“ geführt. Der Bestand der Art wird trotz ihres kleinen Verbreitungsgebietes als stabil angesehen.